# Victoriano Sarmientos Bios
Victoriano Sarmientos Bios   (18 de desembre de 1956) és un jugador de voleibol cubà, ja retirat, que va competir durant la dècada de 1970. És germà del també jugador de voleibol Abel Sarmientos.
El 1976 va prendre part en els Jocs Olímpics d'Estiu de Mont-real, on va guanyar la medalla de bronze en la competició de voleibol.